# Simangambat Tua
Simangambat Tua is een bestuurslaag in het regentschap Padang Lawas Utara van de provincie Noord-Sumatra, Indonesië. Simangambat Tua telt 135 inwoners (volkstelling 2010).